# ITC Tiffany

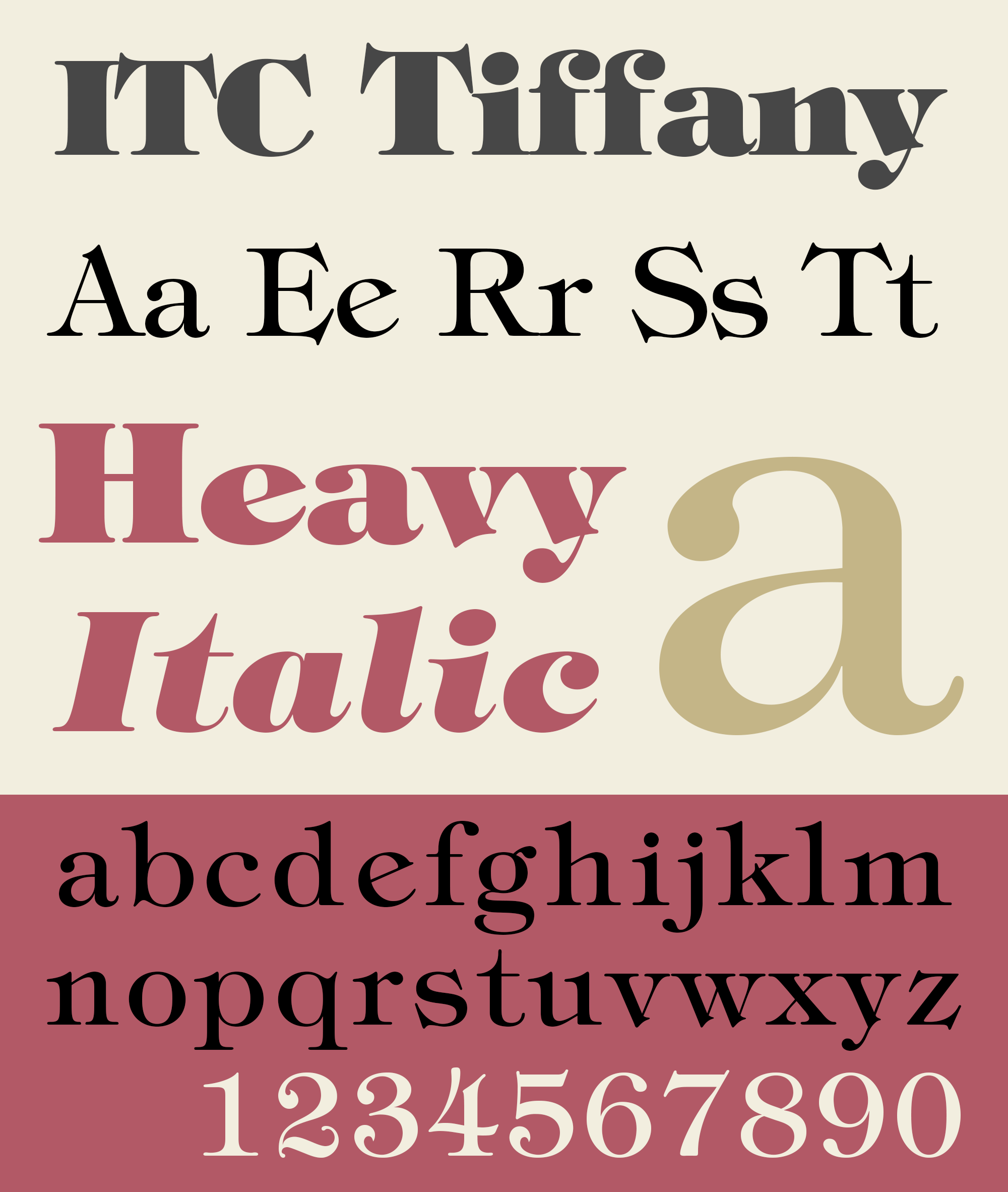
Schriftmuster der ITC Tiffany

Die Tiffany – nach dem Schriftenhersteller, welcher sie herausbrachte, oft auch als ITC Tiffany bezeichnet – ist eine Antiqua-Schriftart mit humanistischem Charakter. Gestaltet wurde sie von dem US-amerikanischen Schriftdesigner Ed Benguiat. Vom Typ her in der Regel der venezianischen Renaissanceantiqua zugeordnet, avancierte die 1974 erschienene Schrift zu einer der meistverbreiteten Werbeschriften der 1970er-Jahre.

## Entstehung

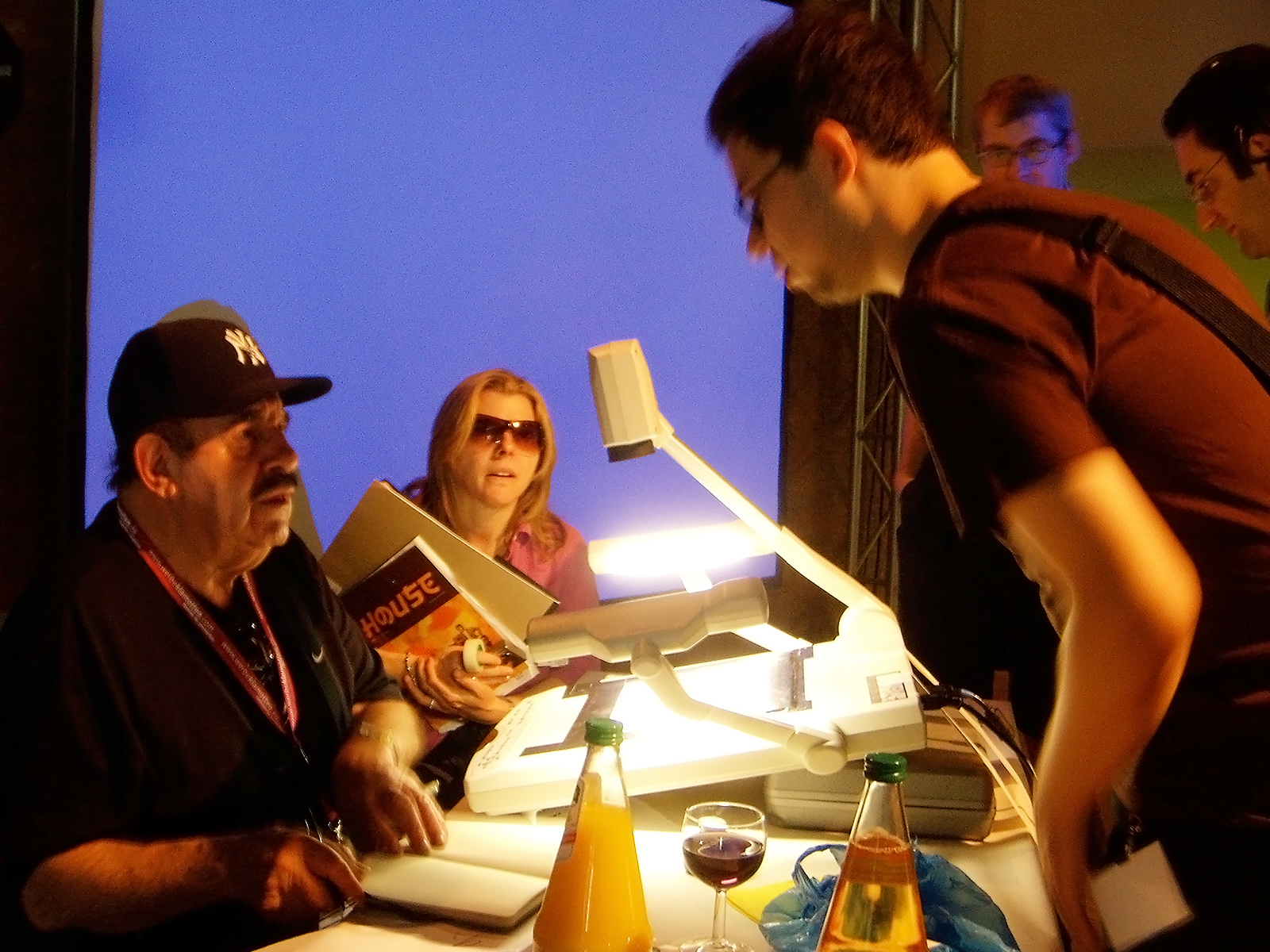
Ed Benguiat (2008, links)

Die ITC Tiffany gehört zu jenen klassischen Designerschriften, welche der New Yorker Typedesigner Ed Benguiat für das – gleichfalls in New York ansässige Typedesigner-Schriftenlabel International Typeface Corporation (ITC) entwarf. Mit der ITC Souvenir (1970) – ebenso wie mit seiner Beteiligung an der Erstellung der ebenfalls 1970 auf den Markt gekommenen ITC Avant Garde – hatte sich Benguiat bereits einen Ruf erworben als (Mit-)Designer kommerziell erfolgreicher Schriften. Die ITC Tiffany entstand 1974. Ihr Entwurf war keine (komplette) designerische Neuschöpfung. Vielmehr basierte das Zeichenbild auf zwei älteren Schriften: der 1884 von der in Philadelphia ansässigen Bleisatzgießerei MacKellar Smiths & Jordan auf den Markt gebrachten Ronaldson und der Caxton, einer weiteren, 1904 erstmals verlegten Bleisatz-Antiqua.
Die 1974 erschienene ITC Tiffany wurde zunächst mit drei, später dann mit vier Strichstärken versehen. Aktuell kommen jeweils vier Italic-Varianten hinzu. Erkennungszeichen der Tiffany sind die betonten, oftmals in Schrägposition angebrachten Serifen, die kalligrafische Strichführung bei der Ausführung der einzelnen Zeichen sowie die – für eine Renaissanceantiqua des venezianischen Typs ungewöhnlich starken – Stichstärkenkontraste. Letztere waren in den beiden Vorlagen – der Ronaldson und der Caxton – weniger präsent. Ein weiteres Unterscheidungsmerkmal ist die Form des Kleinbuchstabens „e“: Anders als in den beiden Referenzschriften ist diese nicht horizontal, sondern schräg – ein typisches Kennzeichen von Schriften des venezianischen Typs aus der zweiten Hälfte des 15. Jahrhunderts.
Obwohl für Mengentext-Einsätze ausgestattet, machte die ITC Tiffany vor allem als Werbeschrift von sich reden – also bei der Ausgestaltung optisch herausragender Elemente. Rückblickend gilt sie als eine der wichtigen Werbeschriften der 1970er-Jahre-Periode. Zu einer markanten, vor allem bei Slogans und in der Headline-Gestaltung beliebten „Textmarke“ avancierten die beiden Ultrafett-Varianten (Heavy und Heavy Italic). Ein bekannter, in der ITC Tiffany gestalteter Schriftzug ist das Logo des 1997 erschienenen Quentin-Tarantino-Films Jackie Brown. Über diese Verwendung hinaus listet die US-amerikanische Schriftdesign-Archivseite Fonts in Use rund 30 weitere Artworks unter Verwendung der Tiffany auf – beispielsweise die 1978 erschienene Platte Cold Train des Rockabilly-Sängers Del Shannon sowie ein Veranstaltungsplakat der Wiener DJs Kruder & Dorfmeister für einen Sessionkonzert in Bern 2009.

## Digitale Versionen
Als bekannter Schrift-Klassiker ist die ITC Tiffany in den Bibliotheken vieler namhafter Schriftdistributoren mit vertreten – so etwa der von Linotype, Monotype sowie der von Adobe. Als Digitalfonts neu aufgelegt sind zwischenzeitlich auch die beiden Tiffany-Vorlagen Ronaldson und Caxton. Die Caxton wurde von Lee Usherwood neu gezeichnet und 1981 als ITC Caxton neu aufgelegt. Eine – 2006 entstandene – Digitalversion der Ronaldson wird von dem in Toronto ansässigen Label Canada Type vertrieben.